# Anjela Volkova
Anjela Volkova (29 de junio de 1974) es una deportista azerbaiyana que compitió en esgrima, especialista en la modalidad de sable.
Ganó tres medallas de bronce en el Campeonato Mundial de Esgrima, entre los años 1999 y 2003, y dos medallas de bronce en el Campeonato Europeo de Esgrima, en los años 2002 y 2003.

## Palmarés internacional
| Campeonato Mundial | Campeonato Mundial   | Campeonato Mundial | Campeonato Mundial |
| Año                | Lugar                | Medalla            | Prueba             |
| ------------------ | -------------------- | ------------------ | ------------------ |
| 1999               | Seúl (Corea del Sur) | Medalla de bronce  | Sable por equipos  |
| 2002               | Lisboa (Portugal)    | Medalla de bronce  | Sable por equipos  |
| 2003               | La Habana (Cuba)     | Medalla de bronce  | Sable por equipos  |
| Campeonato Europeo |                      |                    |                    |
| Año                | Lugar                | Medalla            | Prueba             |
| 2002               | Moscú (Rusia)        | Medalla de bronce  | Sable por equipos  |
| 2003               | Bourges (Francia)    | Medalla de bronce  | Sable por equipos  |